# Что значит быть летучей мышью?

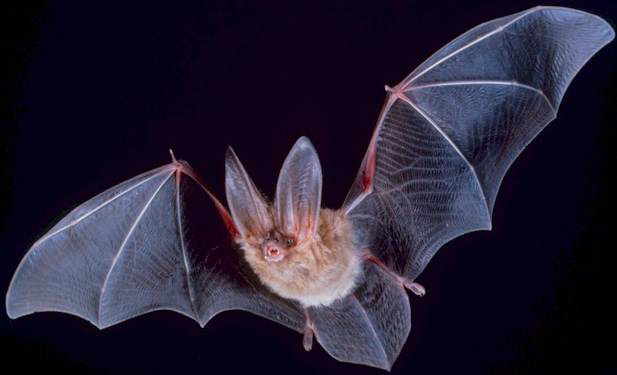
Томас Нагель на примере летучей мыши показал ограниченность материалистической эпистемологии.

«Что значит быть летучей мышью?» («Каково быть летучей мышью?») (англ. «What is it like to be a bat?») — статья американского философа Томаса Нагеля, опубликованная в 1974 году в журнале «Philosophical Review» и ставшая классической для исследований сознания. В этой статье Томас Нагель выступил с критикой физикалистского редукционизма, который в то время являлся господствующим в науке и аналитической философии подходом к решению психофизической проблемы. Согласно Нагелю, существо может обладать сознанием только в том случае, когда «что-то является» этим существом, то есть когда мир воспринимается с субъективной точки зрения этого существа. Любые попытки отождествить психические явления с физическими процессами в мозге оказываются безуспешными вследствие субъективного характера сознания, который, по мнению Нагеля, является самой сущностью сознания. Поэтому ни один человек не может представить себе, что значит быть летучей мышью, которая воспринимает окружающий мир, наряду с общими с человеком органами чувств, ещё и с помощью органа эхолокации, отсутствующего у человека. Наука же оперирует исключительно объективными фактами, не зависящими от наблюдателя и его субъективного опыта. Философы, настаивающие на невозможности постижения природы сознания с применением научного метода, использовали эту статью Нагеля в качестве своеобразного манифеста своих воззрений.

## Содержание статьи
В своей статье Томас Нагель поставил самый известный в современной науке о сознании вопрос: что значит быть летучей мышью? Он отметил, что ни одна из популярных на тот момент теорий сознания не способна решить этот вопрос. Поэтому может оказаться так, что даже, если когда-нибудь наука сумеет полно и точно описать повадки летучей мыши, её физиологию, анатомию, нейробиологию и когнитивные процессы в её мозге, это не поможет получить представление о том, что значит быть летучей мышью. Ответ на этот вопрос не может быть получен со стороны третьего лица, его можно получить только отождествив себя с летучей мышью.
Нагель предложил три варианта мысленных экспериментов.
- Имитация. Можно попытаться подражать поведению летучих мышей в их естественной среде обитания: днём висеть вниз головой на чердаке, а по ночам охотиться на насекомых с использованием системы эхолокации. Однако подобный способ исследования будет означать лишь бессмысленную имитацию поведения летучих мышей и ничего не даст для понимания их сознания.
- Использование общих переживаний, которые свойственны как людям, так и летучим мышам, — боли, голода, жажды, ощущений тепла и холода и т. д. Однако и этот способ исследования бесполезен, поскольку психическая реальность летучей мыши качественно отлична от психической реальности человека.
- Постепенная трансформация человека с использованием одной из технологий будущего в летучую мышь, а затем – снова в человека. Однако, даже если такая технология и будет когда-то создана, она ничего не даст для понимания сознания летучей мыши, так как после превращения исследователя в летучую мышь он никому не сможет рассказать о своих ощущениях, а после обратного превращения забудет об этих ощущениях подобно тому, как взрослые люди забывают о своих ощущениях во младенчестве и в зародышевом состоянии.

В результате этих рассуждений Нагель сделал вывод, что, наука, вероятнее всего, никогда не сумеет дать ответ на поставленный им вопрос.

## Влияние статьи и реакция оппонентов Нагеля
Статья Нагеля была направлена против материализма ввиду его эпистемологической ограниченности, хотя Нагель и не опровергал при этом материалистическую метафизику. Множество философов-материалистов выступило с критикой позиции Нагеля, выдвинув ряд аргументов в свою защиту. Тем не менее, в настоящее время дискуссия по поводу статьи Нагеля продолжается как среди философов, так и среди учёных, одна часть которых поддерживает его позицию, другая – критикует.
В современной философии сознания общепризнано, что формулировка Томаса Нагеля, согласно которой сознание означает быть чем-либо, очень точно определяет сущность сознания, хотя общепринятого определения сознания в настоящее время не существует.
Антти Ревонсуо отметил, что статья Нагеля сыграла самую важную роль в современной истории изучения сознания.
При этом он указал, что часть философов и многие нейробиологи придерживаются более оптимистичных прогнозов о перспективах научных исследований сознания. Они аргументируют свою позицию тем, что предсказать будущие прорывы в науке невозможно, а потому то, что современные философы считают невозможным, в будущем может стать реальным. История науки показывает, что ни философы, ни учёные не смогли предсказать ни появление теории относительности, ни появление квантовой механики, ни появление генетики. Точно так же, нейробиология отдалённого будущего может оказаться столь же фантастической для современных людей, какими современная генетика и молекулярная биология показались бы биологам XIX века.
Американский философ Дэниел Деннет отрицает утверждение Нагеля о том, что сознание летучей мыши недоступно, утверждая, что любые «интересные или теоретически важные» особенности сознания летучей мыши будут поддаваться наблюдению третьего лица. Например, ясно, что летучие мыши не могут обнаружить объекты более чем в нескольких метрах, потому что эхолокация имеет ограниченный диапазон. Он считает, что любые аналогичные аспекты её опыта можно было бы почерпнуть в результате дальнейших научных экспериментов.